# Classe Normandie
La classe Normandie a été la dernière classe de cuirassés de 1re classe de type dreadnought commandée pour la Marine française avant la Première Guerre mondiale. Chaque unité porte le nom d'une province française.
Ces navires n'ont jamais été terminés comme cuirassés parce que leur construction fut arrêtée durant la guerre. Après la guerre la reprise de leur construction a été examinée, mais finalement ils ont été mis au rebut selon les termes du Traité de Washington de 1922. Un seul, le Béarn a été achevé par sa transformation en porte-avions.

## Conception
La classe Normandie comportait à l'origine quatre unités dans la commande de 1912-13. Un cinquième navire, le Béarn, fut autorisé le 3 décembre 1913, pour disposer d'une escadre de quatre bâtiments opérationnels.
L'atout majeur de cette conception de cuirassé rapide était de gagner en poids par l'adoption de trois tourelles à quatre canons de 340 mm pour son armement principal. Le blindage à 300 mm était globalement comparable aux autres navires étrangers de même génération.

Lignes du projet de cuirassé classe Normandie.

## Histoire
Les travaux ont été suspendus au début de la guerre, mais ils étaient presque achevés. Certaines pièces de gros calibres furent débarquées pour servir dans l'infanterie, d'autres pour remplacer les tubes des canons usés de 340 mm des cuirassés de la Classe Bretagne.
Le Béarn fut équipé de nouvelles turbines à vapeur chauffant au mazout, lui permettant de filer 25 nœuds.
Immobilisé aux Antilles pendant la Seconde Guerre mondiale, le Béarn a rejoint la marine de la France combattante en 1943 où il a joué un rôle important dans l'effort de guerre allié comme transport d'aviation.

## Les unités de la classe Normandie
| Classe Normandie | Classe Normandie                                        | Classe Normandie | Classe Normandie  | Classe Normandie                 | Classe Normandie | Classe Normandie |
| Nom              | Chantier naval                                          | Mise en chantier | Lancement         | Armement                         | Fin              | Photo            |
| ---------------- | ------------------------------------------------------- | ---------------- | ----------------- | -------------------------------- | ---------------- | ---------------- |
| Normandie        | A & CH Saint-Nazaire                                    | 18 avril 1913    | 19 octobre 1914   | non terminé                      | détruit en 1924  |                  |
| Flandre          | Arsenal Brest                                           | 1er octobre 1913 | 20 octobre 1914   | non terminé                      | détruit en 1924  |                  |
| Gascogne         | Arsenal de Lorient                                      | 1er octobre 1913 | 20 septembre 1914 | non terminé                      | détruit en 1924  |                  |
| Languedoc        | Forges et Chantiers de la Gironde Bordeaux              | 18 avril 1913    | 1er mai 1916      | non terminé                      | détruit en 1929  |                  |
| Béarn            | Forges et Chantiers de la Méditerranée La Seyne-sur-Mer | 10 janvier 1914  | 15 avril 1920     | converti en porte-avions en 1927 | démoli en 1967   |                  |

### Sources
- (en) Cet article est partiellement ou en totalité issu de l’article de Wikipédia en anglais intitulé « Normandie class battleship » (voir la liste des auteurs).